# Kunstjahr 1521
Liste der Kunstjahre

◄◄ | ◄ | 1517 | 1518 | 1519 | 1520 | Kunstjahr 1521 | 1522 | 1523 | 1524 | 1525 | ►

Weitere Ereignisse
Dieser Artikel behandelt das Kunstjahr 1521.

## Ereignisse

### Architektur
Der Torre de Belém bei Lissabon wird nach sechsjähriger Bauzeit fertiggestellt. Das Bauwerk dient als Leuchtturm, gemeinsam mit einem zweiten Turm am anderen Ufer des Tejo als Bollwerk gegen feindliche Schiffe sowie als Gefängnis und Waffenlager. Neben dem nahegelegenen Mosteiro dos Jerónimos gehört der Turm zu den wenigen herausragenden Bauwerken des manuelinischen Stils, die das Erdbeben von Lissabon im Jahr 1755 überstehen. Dieser nur in Portugal beheimatete Architekturstil neigt sich mit dem Tod König Manuels I. am 13. Dezember dem Ende zu.

### Malerei
- 1520/1521: Nach dem Tod Raffaels vollendet sein Schüler Giulio Romano das Gemälde Selbstporträt mit einem Freund.
- 1521/1522: Hans Holbein der Jüngere malt in Basel das Bild Der Leichnam Christi im Grabe. Das auf einer Lindenholztafel ausgeführte Ölgemälde zeigt in nahezu lebensgroßem Format den realistisch dargestellten toten Christus in einer steinernen Grabnische. Ursprünglich vermutlich als Epitaph vorgesehen, gelangt das Gemälde wegen des Basler Bildersturms jedoch nie an den geplanten Aufstellungsort. Das Gemälde bleibt im Privatbesitz der Familie des vermutlichen Auftraggebers Bonifacius Amerbach.

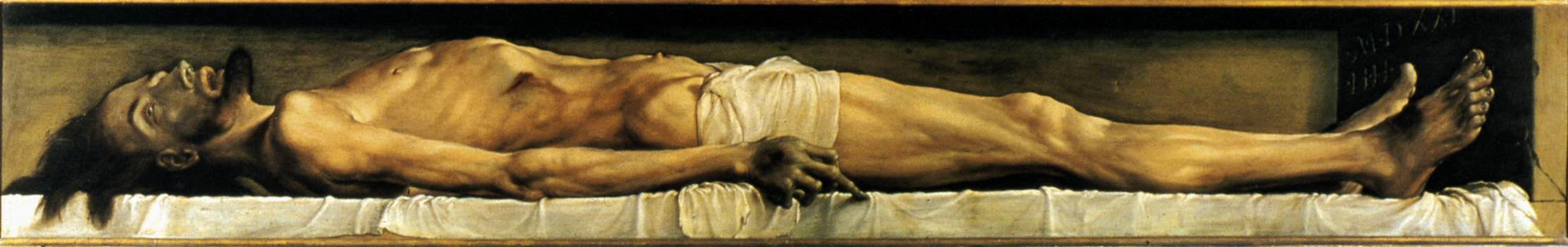
Hans Holbein: Der Leichnam Christi im Grabe, Öl und Tempera auf Lindenholz

## Geboren

### Geburtsdatum gesichert
- 02. Januar: Hermann tom Ring, deutscher Maler († 1596)
- 05. April: Francesco Laparelli, italienischer Ingenieur und Baumeister († 1570)
- 19. August: Lodovico Guicciardini, italienischer Kaufmann, Kartograph, Humanist, Geograph, Politiker, Chronist und Schriftsteller († 1589)
- 13. Dezember: Felice Peretti di Montalto, unter dem Namen Sixtus V. Papst und bedeutender Bauherr in Rom († 1590)

### Genaues Geburtsdatum unbekannt
- Johannes Criginger, deutscher lutherischer Theologe, Kartograph und Schriftsteller († 1571)
- Xu Wei, chinesischer Maler, Dichter und Dramatiker († 1593)

### Geboren um 1521
- Antoine Caron, französischer Maler († 1599)

## Gestorben

### Todesdatum gesichert

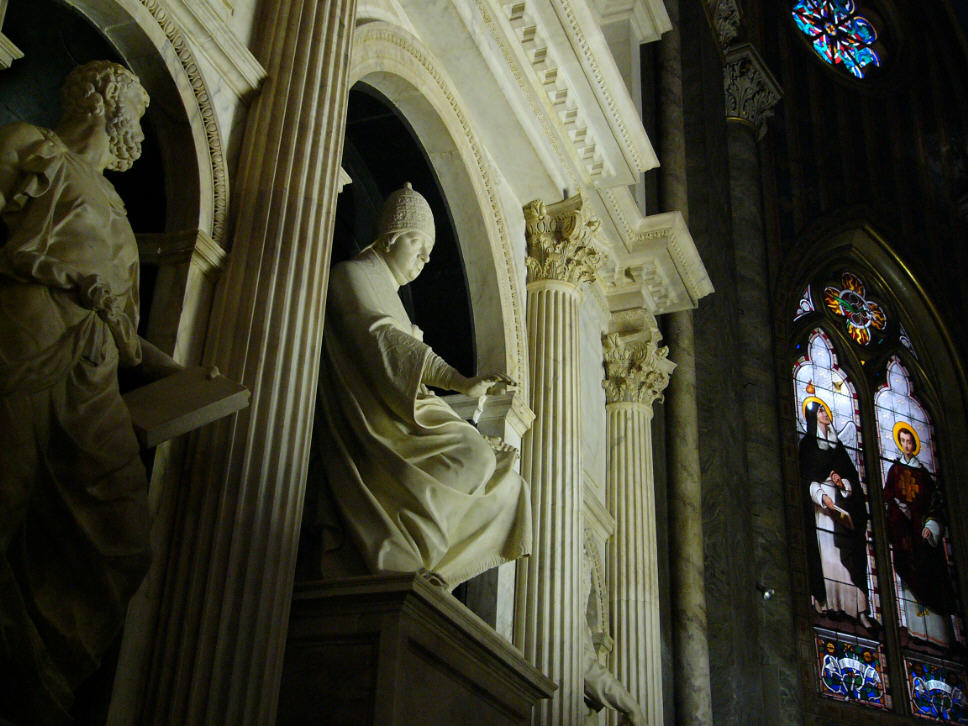
Grabmal Leos X. in Rom

- 25. Februar: Johann Schönsperger, deutscher Buchdrucker und Händlerverleger (* um 1455)
- 07. März: Benedetto Buglioni, Florentiner Bildhauer und Terrakottabildner (* 1459/1460)
- 12. April: Piero di Cosimo, italienischer Maler und Zeichner (* 1462)
- 09. Juli: Raffaele Riario, italienischer Kardinal und Kunstmäzen (* 1460)
- 01. Dezember: Giovanni de’ Medici, Florentiner Patrizier, unter dem Namen Leo X. Papst, bedeutender Kunstmäzen (* 1475)
- 13. Dezember: Manuel I., genannt „der Glückliche“, König von Portugal, Namensgeber für den portugiesischen Architekturstil der Manuelinik (* 1469)

### Genaues Todesdatum unbekannt
- Jean Bourdichon, französischer Maler und Illuminator von Handschriften (* 1457)
- Jörg Syrlin der Jüngere, deutscher Bildhauer und Zunftmeister der Schreiner in Ulm (* um 1455)